# Pommera
Pommera település Franciaországban, Pas-de-Calais megyében. Lakosainak száma 308 fő (2022. január 1.). Pommera Lucheux, Famechon, Halloy, Mondicourt, Orville és Pas-en-Artois községekkel határos.

## Népesség
A település népességének változása:
| Lakosok száma | 323  | 317  | 315  | 306  | 307  | 305  | 310  | 309  | 308  |
|               | 2013 | 2015 | 2016 | 2017 | 2018 | 2019 | 2020 | 2021 | 2022 |